# لایکا ۳
لایکا ۳ (به انگلیسی: Leica III) یک دوربین عکاسی تک‌لنزی بازتابی ساخت شرکت لایکا است.

## گالری

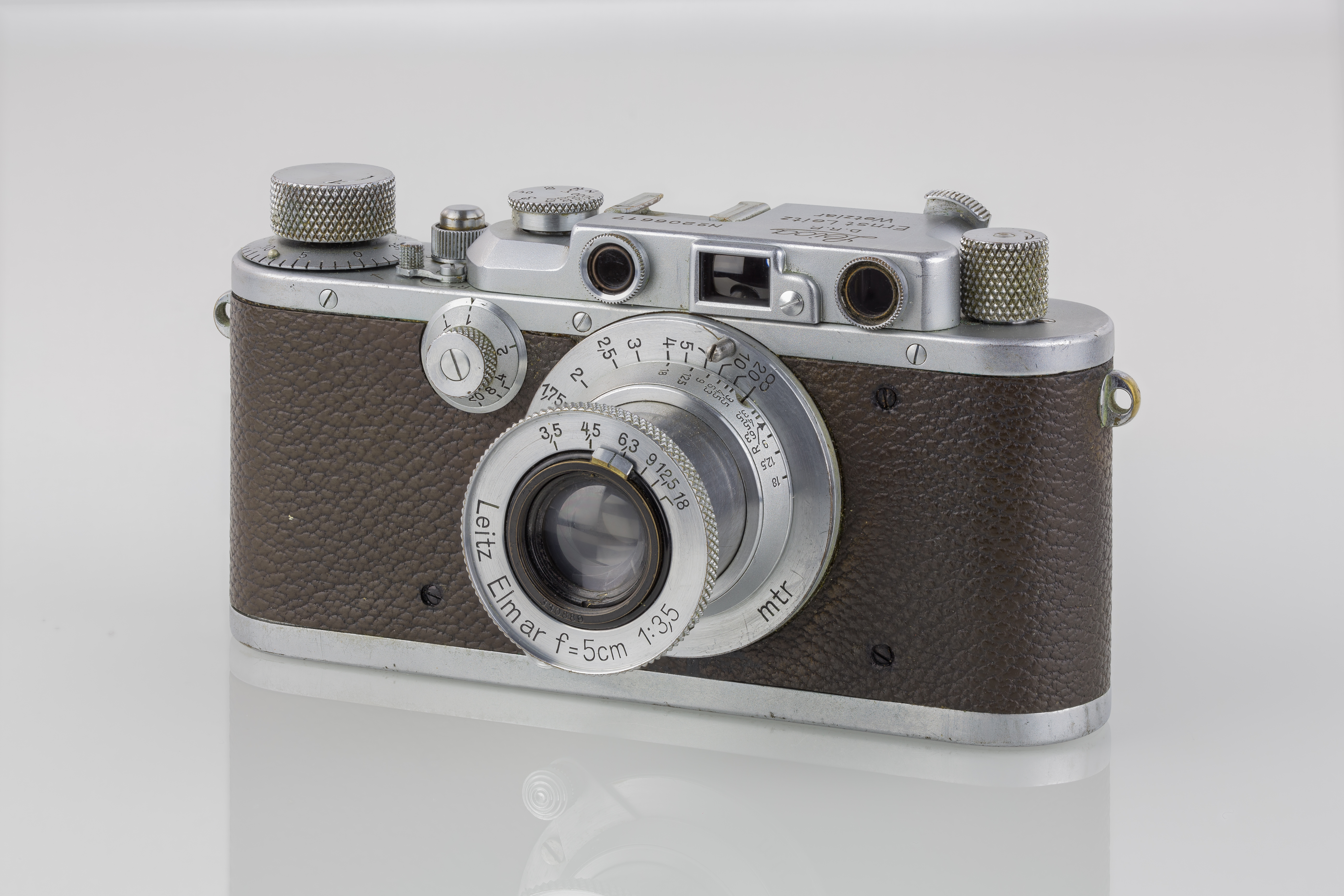
لایکا مرحله IIIa
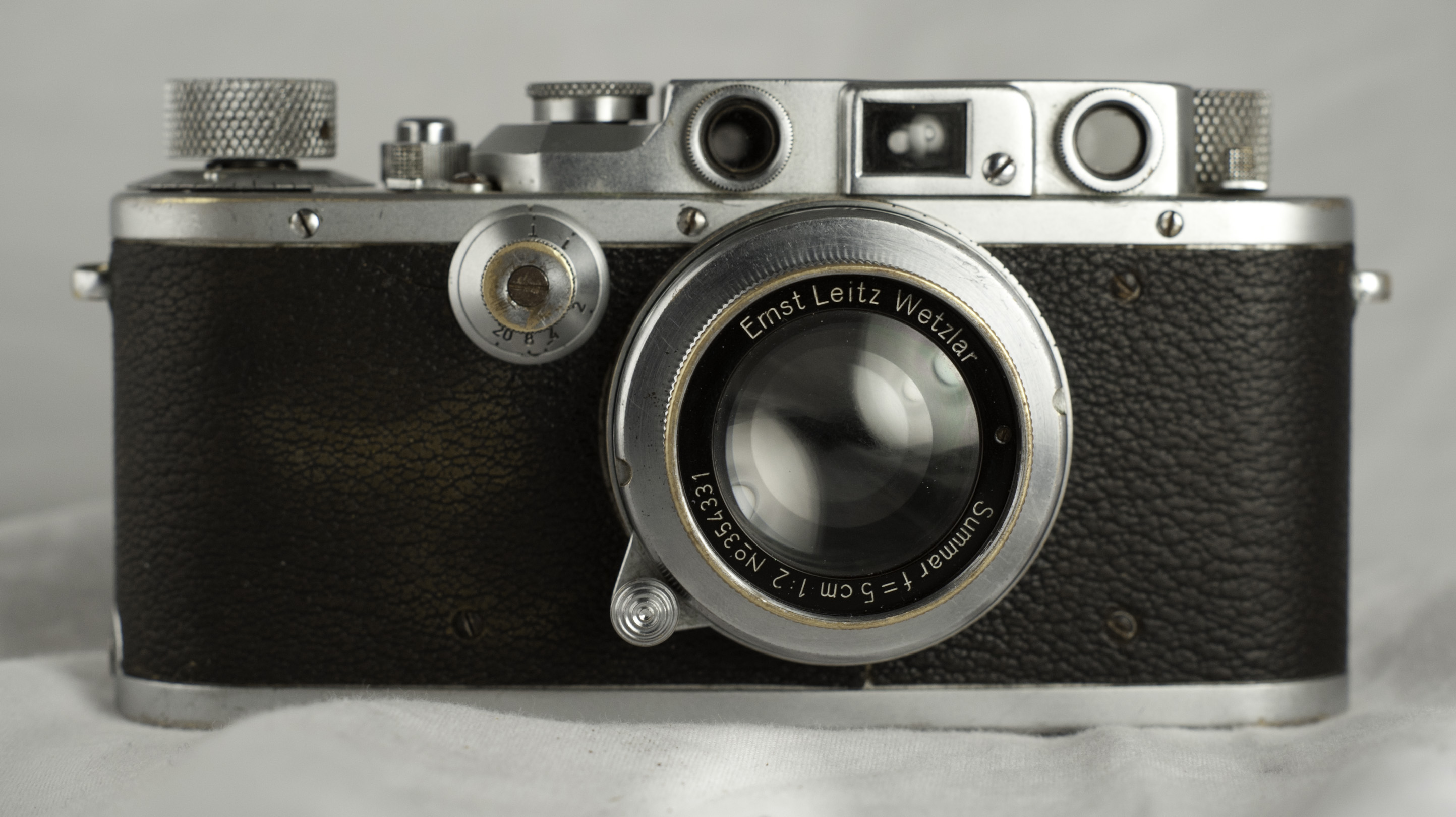
لایکا IIIb
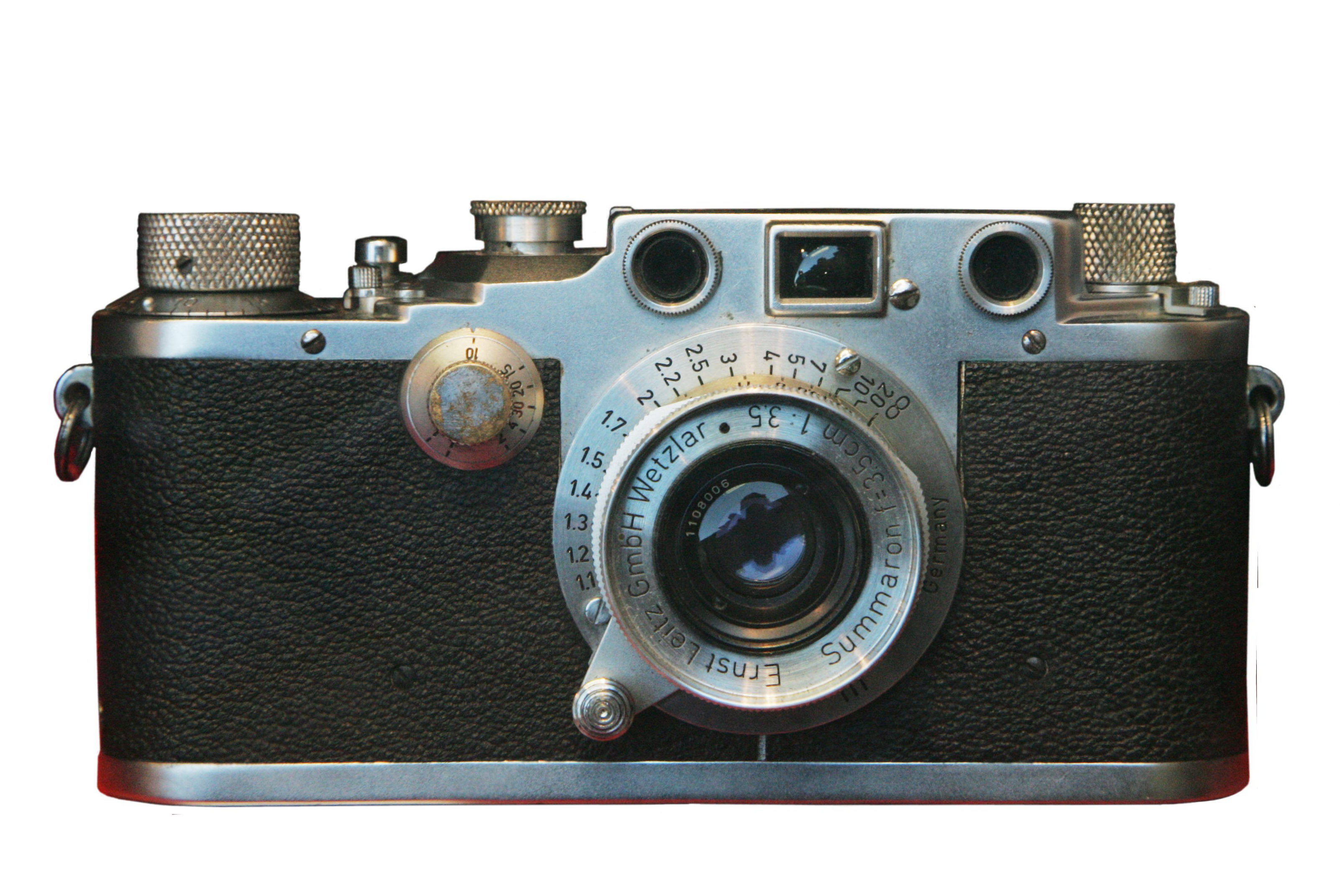
لایکا IIIc